# Nixon shock

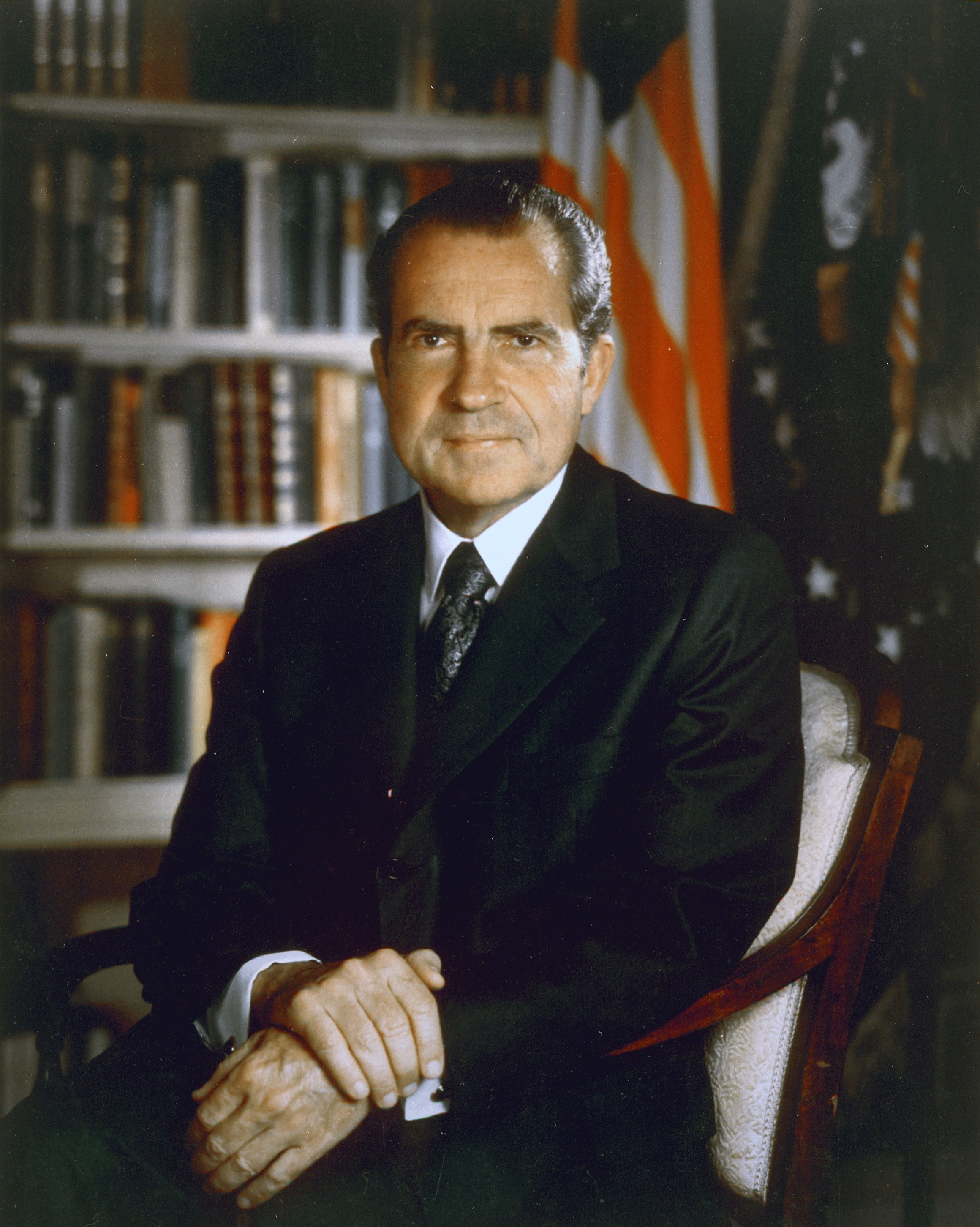
Richard Nixon (1971)

El Nixon shock (literalmente choque/shock de Nixon) fue una serie de cambios llevados a cabo por el presidente estadounidense Richard Nixon a las políticas económicas y de relaciones exteriores del gobierno de los Estados Unidos en 1971, en respuesta a la creciente inflación. Las más significativas fueron la congelación de precios y salarios, los recargos a las importaciones y la cancelación unilateral de la convertibilidad internacional directa del dólar de los Estados Unidos al oro.
Aunque las acciones de Nixon no abolieron formalmente el sistema existente de intercambio financiero internacional de Bretton Woods, la suspensión de uno de sus componentes clave dejó efectivamente inoperante el sistema de Bretton Woods. Si bien Nixon declaró públicamente su intención de reanudar la convertibilidad directa del dólar después de que se implementaran las reformas al sistema de Bretton Woods, todos los intentos de reforma resultaron infructuosos. Para 1973, el actual régimen basado en monedas fiat (y a su vez fiduciarias) de libre flotación reemplazó de facto el sistema de Bretton Woods por otras monedas globales.

## Causas
En mayo de 1971 la economía estadounidense tenía, por primera vez en lo que iba del siglo XX, un déficit en la balanza comercial. Para corregir tal déficit y la baja del valor del dólar se necesitaría abandonar los Acuerdos de Bretton Woods, convirtiendo de esa forma (y de facto) al dólar estadounidense en una moneda fíat, en un momento en que gozaba de una presencia dominante en las finanzas globales. Otro factor importante para este cambio fue que la guerra de Vietnam, tanto en el plano económico como militar, drenaba las reservas estadounidenses.

## Fin del patrón oro
Nixon ordenó el 15 de agosto de 1971 cerrar la ventanilla de cambios de oro por dólares y terminó así con el régimen de libre convertibilidad del dólar y el oro, cambiando la historia financiera profundamente de ahí en adelante. Entonces, se tomaron medidas de emergencia en caso de crisis de balanza de pagos y se impuso una sobretasa arancelaria del 10 % a las importaciones.